# Hyllus pachypoessinus
Hyllus pachypoessinus är en spindelart som beskrevs av Embrik Strand 1907. Hyllus pachypoessinus ingår i släktet Hyllus och familjen hoppspindlar. Inga underarter finns listade i Catalogue of Life.